# Stenurus ovatus
Stenurus ovatus is een rondwormensoort uit de familie van de Pseudaliidae. De wetenschappelijke naam van de soort is voor het eerst geldig gepubliceerd in 1910 door von Linstow.